# Urostachys subulifolius
Urostachys subulifolius là một loài thực vật có mạch trong Họ Thạch tùng. Loài này được (Wall. ex Hook. & Grev.) Herter miêu tả khoa học đầu tiên năm 1949.